# بوزور سوين
بوزور سوين
حكم بين القرنين 24 - 23 ق م ملك سومر وابن الملكة كوبابا وابن الملك هابلوم ملك جوتي وهو أول حاكم لسلالة كيش الرابعة وحكم لمدة 25 سنة وخلفه ابنه أور زبابا حسب قائمة الملوك السومريين .